# 大犬座ο²
大犬座Omicron2（大犬座ο²，ο² CMa）是一个位于大犬座的恒星。自从1943年，这个恒星的光谱被当作分类其它恒星的基准之一。视星等2.93，使他成为这个星座的最亮星之一。这个恒星的距离大约是2800光年，误差范围34%。
这是一个大质量的超巨星，恒星分类B3Ia，年龄7百万年，已经耗尽核心的氢，现在正在由氦聚变产生能量。它有大约34倍太阳质量，56倍太阳半径。该星会以II型超新星结束生命。
大犬座Omicron2是已知最亮恒星之一，它辐射出超过170,000倍太阳光度。这个恒星的表面温度为15,500K，使他成为一个发出蓝白色光的B型星。该星被分类为天鹅座α型变星，有着周期性的非径向胀缩，造成它的亮度以24.44天的周期在2.93和3.08等之间变化。它正在以每年2 × 10−9太阳质量的速度经由恒星风流失质量，相当于5亿年流失1太阳质量。
虽然该星在疏散星团Collinder 121的视野上，但是它不可能是成员。事实上，它在地球上看起来很近的邻居大犬座ο1，根据自行运动有23%的可能是这个星团的成员。虽然它们在天球上看起来很近，大犬座ο1和大犬座ο2几乎不可能是被引力束缚的，他们相距数百光年。
在中国星官系统中，大犬座Omicron2被称为军市增五。